# 496
496（四百九十六、よんひゃくきゅうじゅうろく）は自然数、また整数において、495の次で497の前の数である。 

## 性質
- 496は合成数であり、約数は 1, 2, 4, 8, 16, 31, 62, 124, 248, 496 である。
  - 約数の和は992。
    - 992 = 496 × 2 より完全数である。
    - σ(n) − n が完全数になる4番目の数である。1つ前は28、次は652。(ただしσは約数関数)(オンライン整数列大辞典の数列 A237286)
    - n2 ÷ σ(n) が整数になる6番目の数である。1つ前は364、次は672。(ただしσは約数関数)(オンライン整数列大辞典の数列 A090777)
例．4962 ÷ 992 = 248

  - 自身を除く約数の中で不足数の約数を加えたとき自身になる4番目の数である。1つ前は90、次は8128。(オンライン整数列大辞典の数列 A125310)
  - 自身を除く約数の和の約数の和が自身の2倍になる4番目の数である。1つ前は36、次は8128。(オンライン整数列大辞典の数列 A247111)
  - 約数を昇順に並べて和を求めていくと自身になる5番目の数である。1つ前は28、次は2016。(オンライン整数列大辞典の数列 A064510)
- 496 = 24 × (25 − 1)
  - 3番目の完全数である。1つ前は28、次は8128。
  - 5番目の倍積完全数である。1つ前は120、次は672。
  - n = 5 のときの 2n−1(2n − 1) の値とみたとき1つ前は120、次は2016。
  - 素数 p = 5 のときの 2p−1(2p − 1) の値とみたとき1つ前は28、次は8128。(オンライン整数列大辞典の数列 A060286)
  - 496 = 16 × σ(16) (ただし σ は約数関数)
    - n = 16 のときの n × σ(n) の値とみたとき1つ前は360、次は306。(オンライン整数列大辞典の数列 A064987)

  - 496 = 24 × 31
    - p4 × q の形で表せる12番目の数である。1つ前は464、次は567。(オンライン整数列大辞典の数列 A178739)
- 6番目の調和数である。1つ前は270、次は672。
  - 496の調和平均は5，調和平均が素数になる4番目の数である。1つ前は140、次は2970。(オンライン整数列大辞典の数列 A074247)
  - 全ての偶数の完全数は調和数でもある。
- 12番目の原始擬似完全数である。1つ前は490、次は550。全ての完全数は原始擬似完全数でもある。
- 496 = 1 + 2 + 3 + 4 + 5 + 6 + 7 + 8 + 9 + 10 + … + 30 + 31
  - 31番目の三角数である。1つ前は465、次は528。全ての偶数の完全数は三角数でもある。
    - 三角数が三角数になる約数の個数をもつ7番目の数である。1つ前は325、次は2016。(オンライン整数列大辞典の数列 A116541)
    - 三角数が三角数になる約数の個数をもつ数の中で前の数を上回る個数をもつ3番目の数である。1つ前は28、次は2016。(オンライン整数列大辞典の数列 A076172)
    - 3つの正の数の立方数の和で表せる11番目の三角数である。1つ前は378、次は528。(オンライン整数列大辞典の数列 A119977)
    - 496 = 171 + 325
      - 2つの異なる三角数の和で表せる14番目の三角数である。1つ前は406、次は561。(オンライン整数列大辞典の数列 A112352)

    - 11番目の素数番目の三角数である。1つ前は435、次は703。(オンライン整数列大辞典の数列 A034953)

  - 16番目の六角数である。1つ前は435、次は561。全ての偶数の完全数は六角数でもある。
- 4962 + 1 = 246017 であり、n2 + 1 の形で素数を生む70番目の数である。1つ前は490、次は536。(オンライン整数列大辞典の数列 A005574)
- 496 = 13 + 33 + 53 + 73
  - 4連続奇数の立方和で表せる数である。1つ前は152、ただし自然数の範囲では最小、次は1224。
  - 自然数の奇数の立方和とみたとき1つ前は153、次は1225。
  - n = 1 のときの n3 + (n + 2)3 + (n + 4)3 + (n + 6)3 の値とみたとき1つ前は288、ただし自然数の範囲では最小、次は800。
  - 4つの正の数の立方数の和で表せる123番目の数である。1つ前は493、次は497。(オンライン整数列大辞典の数列 A003327)
  - 異なる正の数の4つの立方数の和1通りで表せる21番目の数である。1つ前は477、次は503。(オンライン整数列大辞典の数列 A025408)
  - n = 3 のときの 1n + 3n + 5n + 7n の値とみたとき1つ前は84、次は3108。(オンライン整数列大辞典の数列 A134006)
- 完全数496番目の素数は3541である。1つ前の28番目は107、次の8128番目は83243。(オンライン整数列大辞典の数列 A168117)
- 約数の和が496になる数は1個ある。(427) 約数の和1個で表せる95番目の数である。1つ前は494、次は500。
- 各位の和が19になる10番目の数である。1つ前は487、次は559。
- 496 = 43 + 63 + 63
  - 3つの正の数の立方数の和1通りで表せる65番目の数である。1つ前は495、次は514。(オンライン整数列大辞典の数列 A025395)
- 496 = 54 − 53 − 5 + 1
  - n = 5 のときの n4 − n3 − n + 1 の値とみたとき1つ前は189、次は1075。
- 496 = 8 × 43 − 4 × 4
  - x = 4 のときの 第二種チェビシェフ多項式 U3(x) = 8x3 − 4x の値とみたとき1つ前は204、次は980。(オンライン整数列大辞典の数列 A144138)

## その他 496 に関連すること
- ISO 3166-1（JIS X 0304 国名コード）の496は、モンゴル国。
- 古代メソポタミアで用いられていた長さの単位の1キュビットは496mm。
- マコック（英語版）は、アメリカ海軍の駆逐艦。
- コスモス496号はソ連の宇宙機。